# 東山給水塔

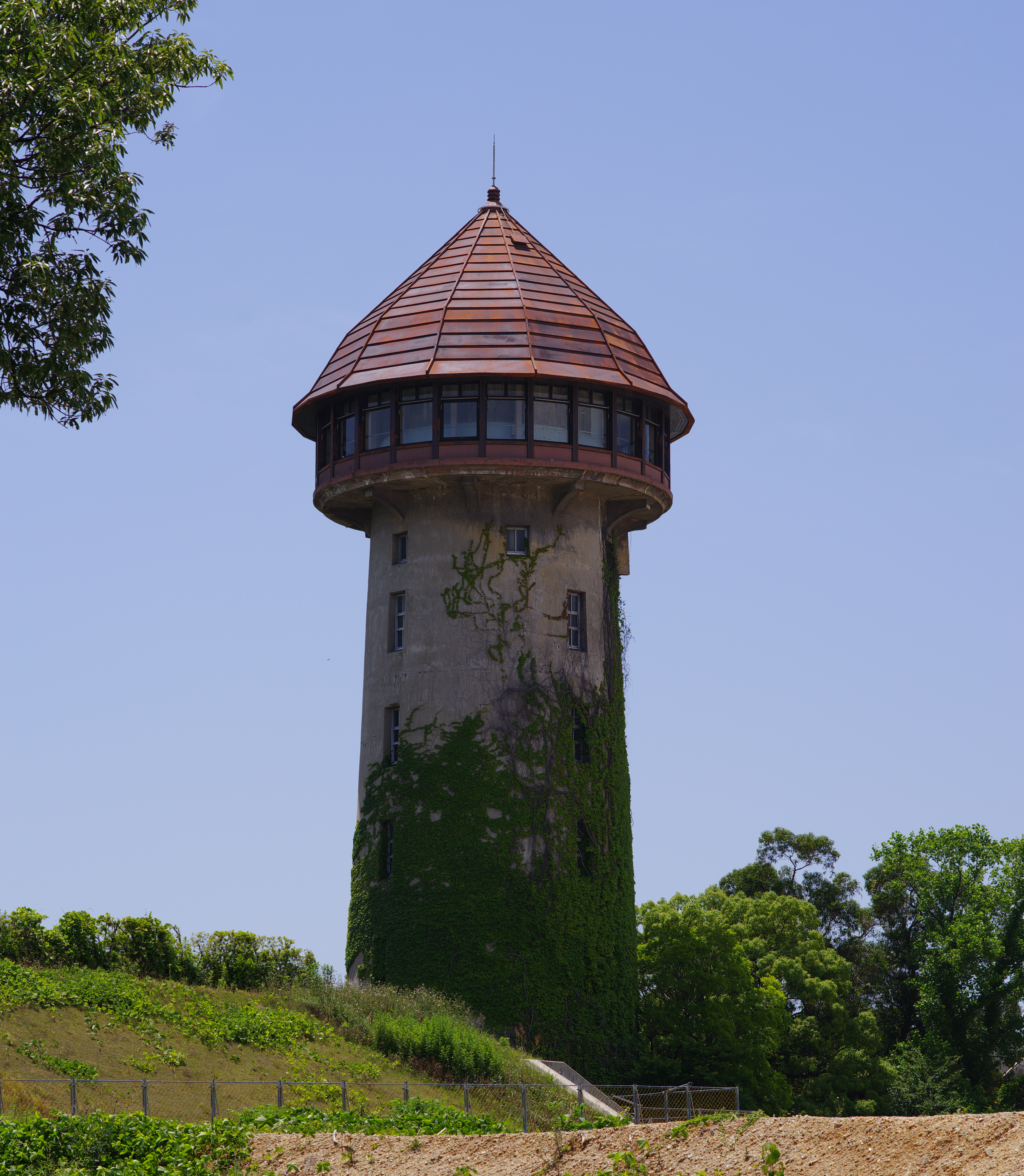
東山給水塔、北東からみる

東山給水塔（ひがしやまきゅうすいとう）は、愛知県名古屋市千種区田代町字四観音道西にある名古屋市上下水道局の給水施設。かつては「東山配水塔」と呼ばれていた名古屋最古の給水塔で、高さは37.85メートル。

## 概要
東山配水塔は名古屋市水道部（現在の名古屋市上下水道局）の成瀬薫の設計による給水塔で、東山配水場の敷地内に1930年（昭和5年）3月に完成。鍋屋上野浄水場から送られた水を塔上の貯水槽までポンプで一旦押し上げ、自然流下による圧力を利用して覚王山地区の高台に配水していた。
1973年（昭和48年）2月まで配水塔として使われてきたが、1979年（昭和54年）に災害時用の応急給水施設となった。ここには常時300m3 の水が蓄えられている。建設時の塔頂部は平らであったが、1983年（昭和58年）の改修時に尖塔状の屋根が付けられた。普段は非公開だが、毎年春分の日と8月8日（まるはちの日）には一般公開され、塔の中に入ることもできる。
1985年（昭和60年）には厚生省の「近代水道百選」に、1991年（平成3年）には第2回の名古屋市都市景観重要建築物に、2011年（平成23年）には土木学会選奨土木遺産に選ばれた。

## 歴史
1921年（大正10年）の合併の際、名古屋市は人口100万人を目標として水道の拡張計画を立てることになった。第2期の拡張事業では当時の東区千種町（現在の千種区西部）への水道管敷設が行われた。その後郊外住宅地の開発が急速に進行したため、1925年（大正14年）からの第3期拡張事業として高台地区への給水のため給水塔の建設がおこなわれ、1973年（昭和48年）まで使用された。その後1979年（昭和54年）に展望所が設置された。

## アクセス
- 名古屋市営地下鉄東山線 覚王山駅1番出口から日泰寺の参道を通り、日泰寺の西側の道を直進。駅から徒歩で約15分。